# Batunadua Jae
Batunadua Jae is een bestuurslaag in het regentschap Padang Sidempuan van de provincie Noord-Sumatra, Indonesië. Batunadua Jae telt 6033 inwoners (volkstelling 2010).